# Международное стандартное библиографическое описание
Международное стандартное библиографическое описание (англ. International Standard Bibliographic Description, ISBD) — набор правил библиографического описания, разработанный Международной федерацией библиотечных ассоциаций и учреждений. Предназначен для создания унифицированных библиографических описаний в составе библиографий и библиотечных каталогов, охватывающих информационные ресурсы любого типа.

## Правила
Консолидированное издание правил ISBD, выпущенное в 2011 году, заменило более ранние отдельные международные стандарты библиографического описания.
Русский перевод Консолидированного издания правил ISBD, выполненный Российской государственной библиотекой по инициативе Межрегионального комитета по каталогизации и при финансовой поддержке Российской библиотечной ассоциации, опубликован в 2014 году.
Правила международного стандартного библиографического описания, опубликованные до 2003 года, были учтены при разработке межгосударственного стандарта ГОСТ 7.1—2003 «Библиографическая запись. Библиографическое описание», принятого Арменией, Беларусью, Казахстаном, Кыргызстаном, Молдовой, Российской Федерацией, Таджикистаном, Туркменистаном, Узбекистаном и Украиной на уровне Межгосударственного совета по стандартизации, метрологии и сертификации (протокол № 12 от 2 июля 2003). 1 июля 2019 года на территории Российской Федерации вступил в действие ГОСТ Р 7.0.100—2018 «Библиографическая запись. Библиографическое описание», учитывающий требования Консолидированного издания правил ISBD.
| Стандарт      | Год(ы)                       | Назначение                                               |
| ------------- | ---------------------------- | -------------------------------------------------------- |
| ISBD(A)       | 1980, 1991                   | для старопечатных (антикварных) монографических ресурсов |
| ISBD(CF)/(ER) | 1990, 1997                   | для компьютерных файлов и электронных ресурсов           |
| ISBD(CM)      | 1977, 1987                   | для картографических материалов                          |
| ISBD(G)       | 1977, 1992, 2004             | для всех видов библиотечных материалов                   |
| ISBD(M)       | 1971, 1974, 1978, 1987, 2002 | для монографических публикаций                           |
| ISBD(NBM)     | 1977, 1987                   | для некнижных материалов                                 |
| ISBD(PM)      | 1980, 1991                   | для нотных ресурсов                                      |
| ISBD(S)/(CR)  | 1974, 1988, 2002             | для сериальных и других продолжающихся ресурсов          |
| ISBD          | 2011                         | консолидированное издание                                |

### Структура записи ISBD
ISBD предусматривает девять областей описания. Каждая область, за исключением седьмой, состоит из набора чётко структурированных и классифицированных элементов. Области и элементы, не применяемые к данному ресурсу, в описание не включаются. Для идентификации областей и элементов библиографического описания используются знаки предписанной пунктуации (+ : ; / , . —). Порядок следования элементов и предписанная пунктуация облегчают интерпретацию библиографических записей читателями, не знающими языка описания.
Основные отличия Консолидированного издания 2011 года от прежних редакций правил:
1. Термины документ (англ. item) и публикация (англ. publication) заменены универсальным термином ресурс (англ. resource)[7].
2. Стандартному библиографическому описанию предпослан особый нулевой раздел — Область вида содержания и типа средства (англ. Content form and media type area)[8].
3. Элемент «Общее обозначение материала», ранее входивший в Область заглавия и сведений об ответственности, упразднён[8].

Кроме того:

<…> текст [правил] был отредактирован, чтобы избежать многословия и достичь большей согласованности; уровни обязательных, факультативных и условных элементов были упрощены, чтобы отмечать только обязательные элементы; разъяснена основа описания, которая составляет объект библиографического описания; больше внимания уделено многочастным монографическим ресурсам; источники информации были пересмотрены с точки зрения последовательности терминологии и применения; лучше учтены требования языков с нелатинской графикой; положения для описания старопечатных монографических ресурсов, противоречащие ISBD, были удалены; было указано, что к<валификаторы> — это не то же, что элементы; область 5 была переименована и даёт возможность описывать печатные ресурсы по той же логике, что и другие материалы; название области 6 было расширено и, помимо всего, в словарь было включено много новых определений.

### Стандартные области и элементы
1. Область вида содержания и типа средства
2. Область заглавия и сведений об ответственности
3. Область издания
4. Специфическая область материала или типа ресурса
5. Область публикации, производства, распространения и т. д.
6. Область физического описания
7. Область серии и многочастного монографического ресурса
8. Область примечания
7.0. Примечания к области вида содержания и типа средства и для специфических типов материала
9. Область идентификатора ресурса и условий доступности

## Примеры
Типичная запись ISBD в библиотечном каталоге:

| 0 |                                                       | Text : unmediated |
| 1 |                                                       | A manual for writers of research papers, theses, and dissertations : Chicago style for students and researchers / Kate L. Turabian; revised by Wayne C. Booth, Gregory G. Colomb, Joseph M. Williams, and University of Chicago Press editorial staff |
| 2 |                                                       | 7th ed. |
| 3 |                                                       | |
| 4 |                                                       | Chicago : University of Chicago Press, 2007 |
| 5 |                                                       | xviii, 466 p. : ill. ; 23 cm |
| 6 |                                                       | (Chicago guides to writing, editing, and publishing) |
| 7 |                                                       | Includes bibliographical references (p. 409—435) and index |
| 8 |                                                       | ISBN 978-0-226-82336-2 (cloth : alk. paper) : USD35.00 |
| 8 | ISBN 978-0-226-82337-9 (pbk. : alk. paper) : USD17.00 | |

То же в формате одноуровневого библиографического описания (без нулевой области):

A manual for writers of research papers, theses, and dissertations : Chicago style for students and researchers / Kate L. Turabian ; revised by Wayne C. Booth, Gregory G. Colomb, Joseph M. Williams, and University of Chicago Press editorial staff. — 7th ed.. — Chicago : University of Chicago Press, 2007. — xviii, 466 p. : ill. ; 23 cm. — (Chicago guides to writing, editing, and publishing). — Includes bibliographical references (p. 409–435) and index. — ISBN 978-0-226-82336-2 (cloth : alk. paper) : USD35.00. — ISBN 978-0-226-82337-9 (pbk. : alk. paper) : USD17.00.